# Шпилевский, Михаил Михайлович
Михаил Михайлович Шпилевский (1837 — 13 декабря 1883) — юрист и доктор.

## Биография
Родился в 1837 году, получил высшее образование на юридическом факультете Московского университета, окончив там курс со степенью кандидата.
С первого сентября 1862 года по первое октября 1869 год, был преподавателем в топографическом институте.
28 сентября 1864 года был преподавателем истории в Николаевском сиротском институте Московского воспитательного дома.
С 1 марта 1865 года по 1 октября 1869 года был преподавателем в межевом институте; в 1867 году уволился.
С 9 сентября 1869 года стал исполняющим обязанности действующего доцента по кафедре полицейского права в Новороссийском университете.
С 15 августа 1871 года находился в командировке с научной целью в Москве и Петербурге[значимость факта?].
17 мая 1871 года Шпилевский защитил диссертацию на степень магистра, на тему «Политика народонаселения в царствование Екатерины II», и 31 мая стал магистром полицейского права.
В 1875 году Шпилевский защитил в Московском университете докторскую диссертацию на тему «Полицейское право, как самостоятельная отрасль правоведения», 31 мая 1875 года стал доктором.
С 18 сентября 1875 года стал экстраординарным профессором на кафедре полицейского права, с 19 января 1876 года стал ординарным профессором.
Был секретарем юридического факультета в период с 8 апреля 1880 года по 1 октября 1883 года.
Умер 13 декабря 1883 года.

## Избранные труды
- «Политика народонаселения в царствование Екатерины II» («Записки Имп. Новороссийского университета», т. VI).
- «Полицейское право, как самостоятельная отрасль правоведения» («Записки Новорос. университета», т. XVI и отдельно: Одесса, 1875 г.).
- «Диспут академика Погодина и профессора Костомарова о начале Руси», («Иллюстрация», 1860 г., т. V, № 113).
- «Неизданное сочинение Ломоносова»: «О коммерции» («Беседа», 1872 г., кн. 1 и 7).
- «Дороговизна квартир в больших городах и меры против неё» («Ведомости Одесского Градоначальства», 1873 г.).
- «Материалы для истории народного продовольствия в России» («Приложение к запискам Императорского Новороссийского университета» 1874 г., т. XIV).